# Wizap! -ウィザップ 〜暗黒の王-
『Wizap! -ウィザップ 〜暗黒の王-』（ウィザップ あんこくのおう）は、1994年9月22日に日本のアスキーから発売されたスーパーファミコン用ロールプレイングゲーム。
データイーストのファミリーコンピュータ用ソフト『ダークロード』（1991年）の続編。主人公たちを操作し、フォートリア王国にて発生した異変を解決し世界崩壊を防ぐ事を目的としている。複数の独立したシナリオが存在し、主人公の職業やイベント展開によって能力値が変化する事や、ゲーム中の選択肢や職業の種類が多い自由度の高さが特徴となっている。
開発は酒田エス・エー・エスが行い、プロデューサーはスーパーファミコン用ソフト『アルディライトフット』（1993年）を手掛けた金田剛およびデータイーストのゲームボーイ用ソフト『サイドポケット』（1990年）を手掛けた吉田穂積、シナリオは前作に引き続き巌光生およびさわじりたくみ、音楽は光栄のファミリーコンピュータ用ソフト『ロイヤルブラッド』（1991年）を手掛けた伊藤善之および伊藤真澄が担当している。
後に続編となるスーパーファミコン用ソフト『DARK LAW 〜Meaning of Death〜』（1997年）が発売された。

## 概要
前作の『ダークロード』および後作の『DARK LAW 〜Meaning of Death〜』と同様に、シナリオの解決をメインとするRPG。プレイヤーは「男女」「戦士系・魔法使い系」のいずれかを選択し、舞台となるフォートリア王国で起こる謎の事件を追っていく。
時間経過を進行のメインに置いた難解なシナリオであり、攻略本も発売されなかったため、SFC時代の難易度の高いゲームとして後作ダークロウとともに本作の名が挙がることがある。
前作と後作には、デザインやシナリオ等に部分的に共通する要素が用いられている。

## ゲーム内容

### システム
フォートリア王国の町を中心に、主人公1人〜最大3人までのパーティを組んで行動する。普段は街の施設を利用する他、就いている職業のもとで労働し、経験値・金を稼ぐと共に時間を進めることもできる。
特定の条件で特定の行動をとることで、エピソードが発生し、パーティでシナリオマップを行動することになる。
ある条件で最後のエピソードが発生し、最後のエピソードの終了後にエンディングを迎える。
パーティメンバー
それぞれに性別、戦士系・魔法系、守護属性が設定されており、キャラクターの成長、装備品、魔法習得の可否、覚える魔法の系統、魔法への耐性、戦闘時の行動パターン等に影響を及ぼす。
主人公以外のメンバーはシナリオを進める中で特定の条件を満たすことで仲間にでき、それ以降は酒場でメンバーを交代できるようになる。
戦闘
常に時間が流れ続けるリアルタイムと、主人公が行動するごとに敵味方が動くタクティカルの2モードを選択する。
主人公以外の仲間は主人公の指示に従いセミオートで行動して戦闘する。
魔法
レベルアップごとに魔法系のキャラクターは魔法の習得ができるようになり、寺院で魔法の習得を選択することで魔法が習得できる。（戦士系のキャラクターも、「スクロール」のスキルがあれば魔法を習得できる）
魔法はマップで使用するものと戦闘で使用するものがあり、回復や攻撃の他に洞窟を明るくしたりする事もできる。
職業
キャラクターのパラメータに応じて、労働組合で職業を自由に変えることができる。
職業によって、街で労働した時の賃金が変わる他、スキル習得が行われる。
スキル
キャラクターごとに4つまで習得でき、マップや戦闘においてさまざまな効果を果たす。水を移動できるスイミング、洞窟を明るくするスターライトなど、エピソードマップでも必要となるスキルが多々存在するため、意識して習得していく必要がある。

## ストーリー
蒼い星フォルテューンは3つの聖霊らによって創造された。その内に興ったフォートリア王国において、様々な異変が起き始めている。最初はほとんどの情報が伏せられているが、フォートリア王国に滞在し、情報を集めエピソードを追うことで、プレイヤーは徐々にシナリオの核心、出来事の真相に近づいていく。

## 登場人物

### パーティ・キャラクター
エミリア・ファスターナ
旅の女剣士。義理堅く、ひょんなことから主人公に力を貸すことになる。
マクスター・クオンタム
魔法に長けた青年。金儲けのために放浪している途中フォートリアに迷い込む。
カール・ラルファ
国の英雄を祖先に持ち、代々フォートリアに暮らす一族の末裔。フォートリアで起き始めた奇妙な事件を追っている。
クレスト・ダグラス
魔法学者。普段は国王の相談役を務めているというが、暇になると町をうろついている。
フィアナ・ヴェラドナ
フォートリア出身、王国の住人の末裔。幼いころから魔法を学び各地を回っていたが、なんらかの用件で再びフォートリアに戻ってきた。
フローラ・アルファス
精霊の泉に記憶を忘れ去った、記憶喪失の女性。その素性は物語と共に明らかになっていく。
フレモア・シェンカー
古文書学者で魔法の知識にも長ける。聖剣を求めて各地を巡っている。

### 街の人々
フォレスター四世（フォレスター・ダム・レイフォーサー四世）
フォートリア国王。国を支える重要な役目を担っている。謁見することでプレイヤーキャラがレベルアップできる。
エルダー・O・ダーム司祭
国王の側近、普段はエルデスト寺院におり、プレイヤーキャラに魔法を伝授してくれる。
エリック・アイダー
宿屋の主人。お金がなくても泊めてくれるほか、宿帳に冒険の記録を取らせてくれる。
ゴードン・サモナー
ギルドの組合長、プレイヤーキャラの職業を変える際にお世話になる。
フェネリー・リアン
道具店の女店主、ハーフ・エルフ。魔法の道具の売り買いをさせてくれる。
ガルシア・ヴァンガル
武器屋の主人。武器の売り買いができる。昔はイシュロスと各地で冒険を共にしていた。
イシュロス・武彦
酒場の主人。冒険のパーティの入れ替えを行わせてくれる。

## スタッフ
- シナリオ：巌光生、さわじりたくみ
上記の2名は3部作を通して関与している[2]。
- グラフィックス：島居貴史、さわじりたくみ、和田伸郎、巌光生
- プログラムSAS：今井敏彦、佐藤久志
- サウンド：羽田野勝寛、平原義則
- サウンド・キューブ・スタッフ：窪寺義明、遠藤智博、天現寺広尾、曳地正則
- 音楽：伊藤善之、伊藤真澄
- マニュアル：大沼隆一
- プロデュース：金田剛、吉田穂積

## 評価
ゲーム誌『ファミコン通信』の「クロスレビュー」では、7・5・6・5の合計23点（満40点）、『ファミリーコンピュータMagazine』の読者投票による「ゲーム通信簿」での評価は以下の通り、20.1点（満30点）となっている。
| 項目 | キャラクタ | 音楽 | お買得度 | 操作性 | 熱中度 | オリジナリティ | 総合 |
| 得点 | 3.8        | 3.4  | 2.8      | 3.1    | 3.3    | 3.6            | 20.1 |

## 関連商品
- アスキーコミックス　Wizap！〔暗黒の王〕(ISBN 4756109136 )
- Wizap! The CD  (EAN 4988001101987) 1994年11月1日発売[5]